# CAF Confederation Cup 2017
De CAF Confederation Cup 2017 (officieel Total CAF Confederation Cup 2017) is het 14e seizoen van de tweede Afrikaanse voetbalcompetitie voor clubs die georganiseerd wordt door de CAF.
Vanaf dit seizoen worden de groepen uitgebreid tot 16 teams, verdeeld over vier groepen van vier teams. De knock-out fase wordt uitgebreid van 4 naar 8 teams.
De winnaar van de CAF Confederation Cup 2017 zal spelen tegen de winnaar van de CAF Champions League 2017 in de CAF Supercup 2018. TP Mazembe is de titelverdediger, na een verlies in de eerste ronde van de CAF Champions League 2017, doen ze mee met de CAF Confederation Cup 2017.

## Knock-outfase
In de halve finale spelen de groepswinnaars tegen de nummer twee van de andere groep. In beide wedstrijden speelt de groepswinnaar de tweede wedstrijd thuis. In de finale spelen de twee winnende halvefinalisten tegen elkaar. Welke club in welke wedstrijd thuis speede, wordt direct na de loting van de groepsfase geloot.
De winnaar van elke wedstrijd was de ploeg die over twee wedstrijden het meeste doelpunten had gemaakt. Als beide teams evenveel doelpunten hebben gemaakt, dan gaat de uitdoelpuntenregel in werking. Eindigen beide wedstrijden in dezelfde uitslag, dan worden er direct strafschoppen genomen (hier wordt geen gebruik gemaakt van de verlenging).

### Kwart finales
| Team 1               | Tot.             | Team 2        | 1e wedstr. | 2e wedstr. |
| -------------------- | ---------------- | ------------- | ---------- | ---------- |
| MC Alger             | 1 – 2            | Club Africain | 1 – 0      | 0 – 2      |
| Supersport United FC | 2 – 2            | ZESCO United  | 0 – 0      | 2 – 2      |
| FUS Rabat            | 1 - 1 (5 - 4 p.) | CS Sfaxien    | 1 – 0      | 0 – 1      |
| Al-Hilal Al-Ubayyid  | 1 – 7            | TP Mazembe    | 1 – 2      | 0 – 5      |

### Halve finales
| Team 1               | Tot.  | Team 2           | 1e wedstr. | 2e wedstr. |
| -------------------- | ----- | ---------------- | ---------- | ---------- |
| Supersport United FC | 4 – 2 | Club Africain    | 1 – 1      | 3 – 1      |
| TP Mazembe           | 1 – 1 | Fath Union Sport | 1 – 0      | 0 – 0      |

### Finale
| Team 1     | Tot.  | Team 2               | 1e wedstr. | 2e wedstr. |
| ---------- | ----- | -------------------- | ---------- | ---------- |
| TP Mazembe | 2 - 1 | Supersport United FC | 2 - 1      | 0 - 0      |

## Statistieken

### Topscorers
Laatst bijgewerkt tot en met 17 november 2017.
| rang | naam                | club                    | goals |
| ---- | ------------------- | ----------------------- | ----- |
| 1    | Jeremy Brockie      | Supersport United FC    | 10    |
| 2    | Karim Aouadhi       | Club Sportif Sfaxien    | 6     |
| 2    | Saber Khalifa       | Club Africain           | 6     |
| 2    | Ben Malango         | TP Mazembe              | 6     |
| 2    | Sabelo Ndzinisa     | Mbabane Swallows        | 6     |
| 3    | Ibrahim Chenihi     | Club Africain           | 5     |
| 3    | Thabo Mnyamane      | Supersport United FC    | 5     |
| 3    | Hichem Nekkache     | MC Alger                | 5     |
| 4    | Mohamed Fouzair     | FUS Rabat               | 4     |
| 4    | Abderahmane Hachoud | MC Alger                | 4     |
| 4    | Manoubi Haddad      | Club Africain           | 4     |
| 4    | Islam Mohareb       | Smouha Sporting Club    | 4     |
| 4    | Cheick Moukoro      | Al-Hilal Al-Ubayyid     | 4     |
| 4    | Robert Ng'ambi      | Platinum Stars          | 4     |
| 4    | Derrick Nsibambi    | Kampala City Council FC | 4     |

2004 · 2005 · 2006 · 2007 · 2008 · 2009 · 2010 · 2011 · 2012 · 2013 · 2014 · 2015 · 2016 · 2017 · 2018 · 2018/19 · 2019/20 · 2020/21